# Heteralonia mucorea
Heteralonia mucorea är en tvåvingeart som först beskrevs av Johann Christoph Friedrich Klug 1832.  Heteralonia mucorea ingår i släktet Heteralonia och familjen svävflugor. Inga underarter finns listade i Catalogue of Life.